# Trychopeplus laciniatus
Trychopeplus laciniatus — вид примарових комах родини Diapheromeridae.

## Поширення
Вид трапляється у тропічних дощових лісах Колумбії, Панами, Коста-Рики та Нікарагуа.

## Опис
Комаха формою тіла схожа на листок листостеблового моха. Такий камуфляж допомагає комахи бути непомітним для хижаків.